# 1980年伊朗議會選舉
1980年伊朗議會選舉（波斯語：انتخابات مجلس شورای اسلامی ۱۳۵۹–۱۳۵۸），即伊朗伊斯蘭議會第一屆選舉，於1980年3月14日及5月9日依序舉行兩輪選舉，為伊斯蘭革命後首次議會選舉。本屆選舉選出第一屆伊斯蘭議會共計270席議員，包含265席區域議員及5名少數宗教議員。
本屆選舉有多黨派及多位無黨籍候選人共同參與，最終由伊斯蘭共和黨為首的政黨聯盟大聯盟取得多數席次，成為議會第一大黨。總統阿布哈桑·巴尼薩德爾領導的總統人民合作協調辦公室則位居第二。另有未完整動員競選的伊朗自由運動最終僅提名40名候選人，並獲得其中20席。伊朗民族陣線雖有4名候選人當選，惟被以「美國代理人」等理由取消當選資格，其領導人卡里姆·桑賈比則因被指控涉嫌「違規行為」而宣布退出決選。伊朗人民聖戰者組織以革命與進步候選人為名義參選，雖於局部選區候選人獲得20%的得票率，但最終未有任何提名候選人當選。伊朗人民黨選情不佳，未能集中其他左翼團體選票，亦未斬獲席次。

## 選制
本次伊斯蘭議會選舉依據甫經1979年伊朗立憲公民投票通過的《伊朗伊斯蘭共和國憲法》規定首次舉行，應選名額共270席，其中5席為少數宗教保障席次，分別由伊朗猶太人、拜火教徒、亞述及加爾底亞基督徒、北部與南部亞美尼亞人基督徒各選出1席。庫德斯坦省及錫斯坦和俾路支斯坦省共23個選區的選舉期程因故推遲。
因選舉法規尚未完備，本屆選舉係經伊朗內政部報請伊斯蘭革命委員會核可後辦理。